# 北阿雷格里港
北阿雷格里港是巴西马托格罗索州的一个市镇。总面积3977.416平方公里，总人口9639人，人口密度2.4人/平方公里。